# (574) Reginhild
(574) Reginhild es un asteroide perteneciente al cinturón de asteroides descubierto el 19 de septiembre de 1905 por Maximilian Franz Wolf desde el observatorio de Heidelberg-Königstuhl, Alemania.
Se desconoce la razón del nombre.